# M'Hamed Kasmi
M'Hamed Kasmi (Kortrijk, 24 april 1982) is een Belgisch politicus voor de partij Team Fouad Ahidar. Hij zetelt vanaf 2 juli 2024 in het Vlaams Parlement.

## Biografie
Kasmi, die Marokkaanse roots heeft, groeide op in Waregem en studeerde aan het VTI Waregem en de hogeschool Odisee waar hij een bachelor gezinswetenschappen behaalde. Hij werkte dertien jaar lang als leraar industriële elektriciteit in het beroepsonderwijs, waaronder in het Hoofdstedelijk Instituut Anneessens-Funck in Brussel, en was technisch opleider bij de openbaarvervoersmaatschappij MIVB.
Bij de  gemeenteraadsverkiezingen van 14 oktober 2012 kwam Kasmi voor de socialistische sp.a op in Waregem. Hij behaalde met 395 voorkeurstemmen het op twee na hoogste aantal persoonlijke stemmen op de lijst, hetgeen hem de rang van tweede opvolger opleverde. Binnen de lokale partijafdeling werd begin 2013 overeengekomen dat hij begin 2015 Veerle De Coninck zou opvolgen in de gemeenteraad. Kasmi zou uiteindelijk twee jaar in de gemeenteraad zetelen; in mei 2017 kondigde hij zijn verhuis uit Desselgem naar Brussel aan. In juli 2017 werd Tom Demunter aangeduid als zijn opvolger. Hij was in Waregem tevens voorzitter van de Football/Futsal Academy Zaalvoetbal Waregem (Futsal AZ Waregem).
Hij kandideerde voor de sp.a eveneens vanop de tiende plaats op de West-Vlaamse kieslijst bij de Vlaamse verkiezingen van 25 mei 2014 en behaalde 5.266 voorkeurstemmen.
Bij de gemeenteraadsverkiezingen van 14 oktober 2018 was Kasmi kandidaat voor de lokale sp.a-lijst change.brussels in Brussel-stad, maar hij werd niet verkozen. In 2019 maakte hij de overstap naar Be.One en kwam voor die partij, met lijsttrekker Dyab Abou Jahjah, bij de Brusselse gewestverkiezingen van 26 mei dat jaar. Hij haalde op de vijfde plaats 568 voorkeurstemmen.
Kasmi sloot zich in 2024 aan bij Team Fouad Ahidar, de nieuwe partij van Fouad Ahidar, die een jaar eerder uit Vooruit, de opvolger van sp.a, was gestapt. Bij de Vlaamse verkiezingen werd hij als lijsttrekker op de lijst van Team Fouad Ahidar verkozen in de kieskring van het Brussels Hoofdstedelijk Gewest met 3.045 voorkeurstemmen. Hiermee werd hij parlementslid voor de legislatuurperiode 2024-2029 van het Vlaams Parlement.
Bij de lokale verkiezingen van oktober 2024 was Kasmi lijstduwer voor Team Fouad Ahidar in de stad Brussel. Hij raakte echter niet verkozen.
Kasmi is gehuwd en vader van drie kinderen.